# Simplocaria longistriata
Simplocaria longistriata is een keversoort uit de familie pilkevers (Byrrhidae). De wetenschappelijke naam van de soort is voor het eerst geldig gepubliceerd in 1923 door Champion.